# Liste des aires protégées du Cambodge
Le Cambodge possède 73 différentes aires protégées à la fin de l'année 2023. Ces 73 zones sont protégées par environ 1 100 gardes forestiers et elle couvrent plus de 7 millions d'hectares (plus de 70 000 km2) soit plus de 40% de la superficie du royaume.

## Parc nationaux
Le Cambodge possède sept parcs nationaux :
- Parc national de Botum Sakor
- Parc national de Kep
- Parc national de Kirirom
- Parc national de Phnom Kulen
- Parc national de Preah Monivong
- Parc national de Ream
- Parc national de Virachey

## Autres aires protégées
- Angkor Vat
- Ang Trapaing Thmor
- Aire protégée de Banteay Chhmar
- Sanctuaire de Beng Per
- Boeng Tonle Chhmar
- Central Cardamom Mountains
- Dong Peng
- Sanctuaire de Kulen Promtep
- Aire protégée de Mondulkiri
- Sanctuaire de Peam Krasop
- Sanctuaire de Phnom Aural
- Sanctuaire de Phnom Nam Lyr
- Sanctuaire de Phnom Prich
- Sanctuaire de Phnom Sankos
- Sanctuaire de faune de Prey Lang[3]
- Forêt protégée de Preah Vihear
- Temple de Preah Vihear[4] (en liaison avec le Khao Phra Wihan)
- Prek Toal
- Sanctuaire de Roneam Daun Sam
- Aire protégée de Samlaut
- Sanctuaire de Snoul
- Sanctuaire de Stung Sen
- Tonlé Sap
- etc.

## Réserve de biosphère
Le Cambodge possède une réserve de biosphère reconnue par l'Unesco :
- Réserve de biosphère de Tonlé Sap (en)(TSBR), 1997

## Sites Ramsar
La convention de Ramsar est entrée en vigueur au Cambodge le 23 octobre 1999.
En janvier 2020, le pays compte 5 sites Ramsar, couvrant une superficie de 852,35 km2:
- Boeng Chharm
- Koh Kapik
- Etendue du Mékong au nord de Saeng Treng
- Prek Toal
- Stung Sen.